# Semipelagianisme
Semipelagianisme is een begrip uit de theologie gerelateerd aan het pelagianisme. Pelagianisme is het geloof dat de zondeval de menselijke natuur niet heeft bedorven en dat de sterfelijke wil nog steeds in staat is tussen het goede en het kwade te kiezen zonder dat hier speciale goddelijke interventie voor nodig is. De mens komt als tabula rasa ter wereld.
Het verschil tussen pelagianisme en semipelagianisme is dat semipelagianisme, in tegenstelling tot het pelagianisme, niet uitgaat van een onbeschreven blad maar van een deels onbeschreven blad. De mens is deels zondig maar wel in de mogelijkheid, zonder tussenkomst van God, zich te bekeren tot God. Dit gebeurt vanuit een vrije wil. Dit is onder andere de visie van de evangelische kerken in Nederland.

## Referentie
- Semipelagianisme, Stichting STILUS